# Grote kraaghoningzuiger
De grote kraaghoningzuiger (Cinnyris afer; synoniem: Nectarinia afra) is een zangvogel uit de familie Nectariniidae (honingzuigers). 

## Verspreiding en leefgebied
Deze soort is endemisch in Zuid-Afrika en telt twee ondersoorten:
- C. a. saliens: oostelijk Zuid-Afrika.
- C. a. afer: zuidelijk Zuid-Afrika.